# María Delgado
María Delgado Nadal (nascida em 8 de outubro de 1997) é uma nadadora paralímpica espanhola da classe S12, que já participou de vários campeonatos nacionais e internacionais. A atleta tem deficiência visual, devido a toxoplasmose. Foi medalha de bronze nos Jogos Paralímpicos da Rio 2016, no mundial (Glasgow 2014) e no campeonato europeu (Eindhoven 2014).

## Vida pessoal
Atualmente reside em Saragoça, sua terra natal.